# Marly-sur-Arroux
Marly-sur-Arroux é uma comuna francesa na região administrativa de Borgonha-Franco-Condado, no departamento Saône-et-Loire. Estende-se por uma área de 25,33 km². Em 2010 a comuna tinha 329 habitantes (densidade: 13 hab./km²).